# Norwood, Payneham & St Peters City
Koordinaten: 34° 55′ S, 138° 38′ O

Die City of Norwood, Payneham & St Peters ist ein lokales Verwaltungsgebiet (LGA) im australischen Bundesstaat South Australia. Die City gehört zur Metropole Adelaide, der Hauptstadt von South Australia. Das Gebiet ist 15 km² groß und hat etwa 35.000 Einwohner (2016). Mit seiner Gründung am 7. Juli 1853 ist es die älteste selbstständige Verwaltungseinheit, außerhalb von Adelaide, in South Australia.
Die LGA liegt im Zentrum von Adelaide und grenzt im Westen an das Stadtzentrum. Das Gebiet beinhaltet 21 Stadtteile: College Park, Evandale, Felixstow, Firle, Glynde, Hackney, Heathpool, Joslin, Kensington, Kent Town, Marden, Marryatville, Maylands, Norwood, Payneham, Payneham South, Royston Park, St Morris, St Peters, Stepney und Trinity Gardens. Der Verwaltungssitz des Councils befindet sich im Stadtteil Norwood im Süden der LGA.

## Verwaltung
Der Norwood, Payneham & St Peters City Council hat 16 Mitglieder. 15 Councillor werden von den Bewohnern der sieben Wards gewählt (je zwei aus East Adelaide/Kent Town, Kensington, Payneham, Stepney/Maylands, Trinity und West Norwood Ward, drei aus Torrens Ward). Diese sieben Bezirke sind unabhängig von den Stadtteilen festgelegt. Der Ratsvorsitzende und Mayor (Bürgermeister) wird zusätzlich von allen Bewohnern der City gewählt.